# Uaiás
Os Uaiás constituem um grupo indígena que teria habitado a margem direita do rio Içá, no território onde hoje é o estado brasileiro do Amazonas.